# Pierre Bouguer
Pierre Bouguer (Croisic, ma Loire-Atlantique megye, 1698. február 16. – Párizs, 1758. augusztus 15.) francia matematikus és fizikus.

## Életpályája
Vannes-ban a jezsuiták kollégiumában tanult, 1735-ben Louis Godin, Charles Marie de La Condamine és Joseph de Jussieu társaságában Peruba küldték, ahol hét évig a Föld egy délköre hosszúságának felmérésben vett részt. Legnevezetesebb felfedezései és észlelései a fémeknek hő okozta kitágulására, a fénytörésre és annak a látóhatár közelében történő változására, a fény intenzitására és ama törvényre vonatkoznak, amely azt mondja, hogy a levegő sűrüsége a légréteg magasságával váltakozik. Essai optique sur la gradation de la lumiere (Párizs, 1729, bővebben kiadta Lacaille, 1760) című művével megalapította a fotometriát, amelyet 1760-ban Lambert emelt tudományos színvonalra. 1748-ban ő találta fel a héliométert.
Életrajzát tartalmazza a Mémoires parisiennes 1758. évi kötete.

## Művei
- Théorie de la figure de la Terre (Párizs, 1749),
- Traité du navire, de sa construction et de ses mouvements (uo. 1746);
- Entretiens sur la cause de l'inclination des orbites des planetes (uo. 1748);
- Nouveau traité de navigation et de pilotage (uo. 1753, új kiadás Lacaille-től 1761 és Lalande-tól 1792);
- Essai optique sur la gradation de la lumiere (Párizs, 1729, bővebben kiadta Lacaille, 1760)